# Günter Schork

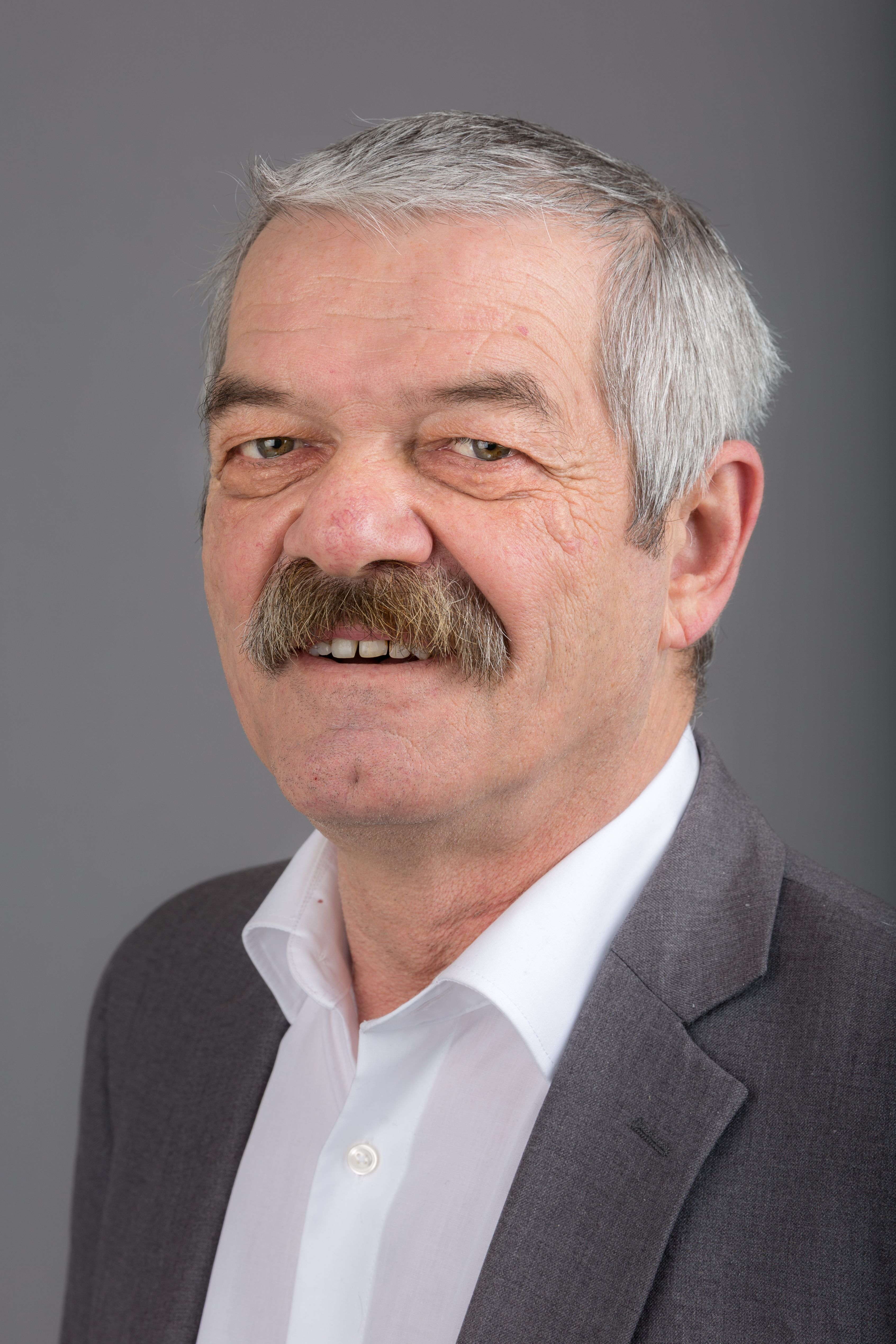
Günter Schork (Februar 2016)

Günter Schork (* 28. Oktober 1955 in Hartenrod; † 8. März 2016) war ein deutscher Politiker (CDU) und Abgeordneter des Hessischen Landtags.

## Leben

### Ausbildung und Beruf
Nach dem Abitur im Jahr 1974 war Günter Schork von 1. Juli 1974 bis 30. Juni 1986 Zeitsoldat bei den Fallschirmjägern der Bundeswehr, zuletzt als Kompaniechef. Während dieser Zeit studierte Schork von 1975 bis 1978 an der Hochschule der Bundeswehr in Hamburg Wirtschafts- und Organisationswissenschaften mit dem Abschluss Diplom-Kaufmann. Ab 1986 folgten Tätigkeiten in unterschiedlichen Funktionen bei verschiedenen Banken, zuletzt von 2002 bis 2006 als Marktbereichsleiter bei der Volksbank Groß-Gerau.

### Politische Karriere
Schork trat 1973 in die Junge Union ein. Seit 1974 war er Mitglied der CDU, gehörte dort seit 1994 dem Kreisvorstand der CDU Groß-Gerau an und fungierte von 1998 bis 2002 als stellvertretender Kreisvorsitzender. Von Mai 1991 bis November 2007 war Schork Mitglied der Stadtverordnetenversammlung von Riedstadt. In dieser Zeit bekleidete er von April 1993 bis November 2007 den Posten des Vorsitzenden der CDU-Stadtverordnetenfraktion. Seit April 2001 gehörte er für seine Partei dem Kreistag des Kreises Groß-Gerau an. Seit 2003 fungierte er als Vorsitzender der dortigen Kreistagsfraktion der CDU.
Ab dem 9. Dezember 2005 war er als Nachfolger für Rudolf Haselbach Abgeordneter im Hessischen Landtag. Dort war er Mitglied im Ausschuss für Wirtschaft und Verkehr, im kulturpolitischen Ausschuss, im Petitionsausschuss, im Untersuchungsausschuss 16/2, im Untersuchungsausschuss 16/3 sowie in der Härtefallkommission beim Hessischen Minister des Innern und für Sport. Bei der Landtagswahl 2008 in Hessen verlor er seinen Wahlkreis Groß-Gerau II und zog auch nicht über die Landesliste in den neuen Landtag ein. Schork schied damit am 4. April 2008 aus dem Landtag aus.
Nach seinem Ausscheiden aus dem Hessischen Landtag gründete er im Mai 2008 die Politik- und Unternehmensberatung Schork Consult GmbH. Bei der Wahl im Januar 2009 gewann Schork das Direktmandat im Wahlkreis Groß-Gerau II und war ab dem 30. Januar 2009 wieder Mitglied des Hessischen Landtags. Er saß nun im Haushaltsausschuss, im Ausschuss für Wirtschaft und Verkehr, im kulturpolitischen Ausschuss und im Unterausschuss für Finanzcontrolling und Verwaltungssteuerung. Seit September 2012 war er bildungspolitischer Sprecher der CDU-Landtagsfraktion.
Er lebte in Mörfelden-Walldorf, war verheiratet und Vater von vier Kindern.
Günter Schork starb im März 2016 im Alter von 60 Jahren an den Folgen eines Herzinfarkts.